# Park Narodowy West MacDonnell
Park Narodowy West MacDonnell (West MacDonnell National Park) – park narodowy utworzony w roku 1992, położony w górach Macdonnella, na zachód od miasta Alice Springs, na obszarze Terytorium Północnego w Australii.